# Collegio di Beckenham
Beckenham è stato un collegio elettorale situato nella Grande Londra, e rappresentato alla Camera dei comuni del Parlamento del Regno Unito. Eleggeva un membro del parlamento con il sistema first-past-the-post, ossia maggioritario a turno unico; il collegio è stato abolito in occasione della revisione del 2024, ed è stato sostituito dal nuovo Beckenham and Penge.

## Estensione
- 1950-1974: il Municipal Borough of Beckenham e il distretto urbano di Penge.
- 1974-1983: i ward del borgo londinese di Bromley di Anerley, Clock House, Copers Cope, Eden Park, Lawrie Park and Kent House, Manor House, Penge e Shortlands.
- 1983-1997: i ward del borgo londinese di Bromley di Anerley, Clock House, Copers Cope, Eden Park, Kelsey Park, Lawrie Park and Kent House, Penge e Shortlands.
- 1997-2010: i ward del borgo londinese di Bromley di Anerley, Clock House, Copers Cope, Eden Park, Kelsey Park, Lawrie Park and Kent House, Penge, Shortlands, West Wickham North e West Wickham South.
- 2010-2024: i ward del borgo londinese di Bromley di Bromley Common and Keston, Copers Cope, Hayes and Coney Hall, Kelsey and Eden Park, Shortlands e West Wickham.

Il collegio di Beckenham copriva la parte nord-occidentale del borgo londinese di Bromley. 

## Membri del parlamento
| Elezione | Elezione        | Deputato                                             | Partito                                              |
| -------- | --------------- | ---------------------------------------------------- | ---------------------------------------------------- |
|          | 1950            | Patrick Buchan-Hepburn                               | Conservatore                                         |
| 1957 (S) | Philip Goodhart |                                                      | Conservatore                                         |
| 1992     | Piers Merchant  |                                                      | Conservatore                                         |
| 1997 (S) | Jacqui Lait     |                                                      | Conservatore                                         |
| 2010     | Bob Stewart     |                                                      | Conservatore                                         |
|          | Bob Stewart     | 2023                                                 | Indipendente                                         |
|          | Bob Stewart     | 2024                                                 | Conservatore                                         |
|          | 2024            | Collegio abolito e sostituito da Beckenham and Penge | Collegio abolito e sostituito da Beckenham and Penge |

## Elezioni

### Elezioni negli anni 2010
| Partito                    | Partito                                   | Candidato                  | Risultati 12 dicembre 2019 | Risultati 12 dicembre 2019 |
| Partito                    | Partito                                   | Candidato                  | Voti                       | %                          |
| -------------------------- | ----------------------------------------- | -------------------------- | -------------------------- | -------------------------- |
|                            | Conservatore                              | Bob Stewart                | 27 282                     | 53,96                      |
|                            | Laburista                                 | Marina Ahmad               | 13 024                     | 25,76                      |
|                            | Lib Dem                                   | Chloe-Jane Ross            | 8 194                      | 16,21                      |
|                            | Verdi                                     | Ruth Fabricant             | 2 055                      | 4,06                       |
|                            |                                           |                            |                            |                            |
| Iscritti                   | Iscritti                                  | Iscritti                   | 68 662                     | 100,00                     |
| ↳ Votanti (% su iscritti)  | ↳ Votanti (% su iscritti)                 | ↳ Votanti (% su iscritti)  | 50 555                     | 73,63                      |
| ↳ Astenuti (% su iscritti) | ↳ Astenuti (% su iscritti)                | ↳ Astenuti (% su iscritti) | 18 107                     | 26,37                      |
|                            |                                           |                            |                            |                            |
|                            | Esito: collegio confermato a Conservatore |                            |                            |                            |

| Partito                    | Partito                                   | Candidato                  | Risultati 8 giugno 2017 | Risultati 8 giugno 2017 |
| Partito                    | Partito                                   | Candidato                  | Voti                    | %                       |
| -------------------------- | ----------------------------------------- | -------------------------- | ----------------------- | ----------------------- |
|                            | Conservatore                              | Bob Stewart                | 30 632                  | 59,33                   |
|                            | Laburista                                 | Marina Ahmad               | 15 545                  | 30,11                   |
|                            | Lib Dem                                   | Julie Ireland              | 4 073                   | 7,89                    |
|                            | Verdi                                     | Ruth Fabricant             | 1 380                   | 2,67                    |
|                            |                                           |                            |                         |                         |
| Iscritti                   | Iscritti                                  | Iscritti                   | 67 925                  | 100,00                  |
| ↳ Votanti (% su iscritti)  | ↳ Votanti (% su iscritti)                 | ↳ Votanti (% su iscritti)  | 51 630                  | 76,01                   |
| ↳ Astenuti (% su iscritti) | ↳ Astenuti (% su iscritti)                | ↳ Astenuti (% su iscritti) | 16 295                  | 23,99                   |
|                            |                                           |                            |                         |                         |
|                            | Esito: collegio confermato a Conservatore |                            |                         |                         |

| Partito                    | Partito                                   | Candidato                  | Risultati 7 maggio 2015 | Risultati 7 maggio 2015 |
| Partito                    | Partito                                   | Candidato                  | Voti                    | %                       |
| -------------------------- | ----------------------------------------- | -------------------------- | ----------------------- | ----------------------- |
|                            | Conservatore                              | Bob Stewart                | 27 955                  | 57,28                   |
|                            | Laburista                                 | Marina Ahmad               | 9 484                   | 19,43                   |
|                            | UKIP                                      | Rob Bryant                 | 6 108                   | 12,52                   |
|                            | Lib Dem                                   | Anuja Prashar              | 3 378                   | 6,92                    |
|                            | Verdi                                     | Ruth Fabricant             | 1 878                   | 3,85                    |
|                            |                                           |                            |                         |                         |
| Iscritti                   | Iscritti                                  | Iscritti                   | 67 439                  | 100,00                  |
| ↳ Votanti (% su iscritti)  | ↳ Votanti (% su iscritti)                 | ↳ Votanti (% su iscritti)  | 48 803                  | 72,37                   |
| ↳ Astenuti (% su iscritti) | ↳ Astenuti (% su iscritti)                | ↳ Astenuti (% su iscritti) | 18 636                  | 27,63                   |
|                            |                                           |                            |                         |                         |
|                            | Esito: collegio confermato a Conservatore |                            |                         |                         |

| Partito                    | Partito                                   | Candidato                  | Risultati 6 maggio 2010 | Risultati 6 maggio 2010 |
| Partito                    | Partito                                   | Candidato                  | Voti                    | %                       |
| -------------------------- | ----------------------------------------- | -------------------------- | ----------------------- | ----------------------- |
|                            | Conservatore                              | Bob Stewart                | 27 597                  | 57,87                   |
|                            | Lib Dem                                   | Stephen Jenkins            | 9 813                   | 20,58                   |
|                            | Laburista                                 | Damien Egan                | 6 893                   | 14,45                   |
|                            | UKIP                                      | Owen Brolly                | 1 551                   | 3,25                    |
|                            | BNP                                       | Roger Tonks                | 1 001                   | 2,10                    |
|                            | Verdi                                     | Ann Garrett                | 608                     | 1,28                    |
|                            | Democratici                               | Dan Eastgate               | 223                     | 0,47                    |
|                            |                                           |                            |                         |                         |
| Iscritti                   | Iscritti                                  | Iscritti                   | 66 219                  | 100,00                  |
| ↳ Votanti (% su iscritti)  | ↳ Votanti (% su iscritti)                 | ↳ Votanti (% su iscritti)  | 47 686                  | 72,01                   |
| ↳ Astenuti (% su iscritti) | ↳ Astenuti (% su iscritti)                | ↳ Astenuti (% su iscritti) | 18 533                  | 27,99                   |
|                            |                                           |                            |                         |                         |
|                            | Esito: collegio confermato a Conservatore |                            |                         |                         |

### Elezioni negli anni 2000
| Partito                    | Partito                                   | Candidato                  | Risultati 5 maggio 2005 | Risultati 5 maggio 2005 |
| Partito                    | Partito                                   | Candidato                  | Voti                    | %                       |
| -------------------------- | ----------------------------------------- | -------------------------- | ----------------------- | ----------------------- |
|                            | Conservatore                              | Jacqui Lait                | 22 183                  | 45,30                   |
|                            | Laburista                                 | Liam K. Curran             | 13 782                  | 28,15                   |
|                            | Lib Dem                                   | Jef W. Foulger             | 10 862                  | 22,18                   |
|                            | UKIP                                      | James D.C. Cartwright      | 1 301                   | 2,66                    |
|                            | Verdi                                     | Roderick A. Reed           | 836                     | 1,71                    |
|                            |                                           |                            |                         |                         |
| Iscritti                   | Iscritti                                  | Iscritti                   | 74 706                  | 100,00                  |
| ↳ Votanti (% su iscritti)  | ↳ Votanti (% su iscritti)                 | ↳ Votanti (% su iscritti)  | 48 964                  | 65,54                   |
| ↳ Astenuti (% su iscritti) | ↳ Astenuti (% su iscritti)                | ↳ Astenuti (% su iscritti) | 25 742                  | 34,46                   |
|                            |                                           |                            |                         |                         |
|                            | Esito: collegio confermato a Conservatore |                            |                         |                         |

| Partito                    | Partito                                   | Candidato                  | Risultati 7 giugno 2001 | Risultati 7 giugno 2001 |
| Partito                    | Partito                                   | Candidato                  | Voti                    | %                       |
| -------------------------- | ----------------------------------------- | -------------------------- | ----------------------- | ----------------------- |
|                            | Conservatore                              | Jacqui Lait                | 20 618                  | 45,25                   |
|                            | Laburista                                 | Richard F. Watts           | 15 659                  | 34,37                   |
|                            | Lib Dem                                   | Alexander D. Feakes        | 7 308                   | 16,04                   |
|                            | Verdi                                     | Karen A. Moran             | 961                     | 2,11                    |
|                            | UKIP                                      | Christopher N. Pratt       | 782                     | 1,72                    |
|                            | Liberale                                  | Rif Winfield               | 234                     | 0,51                    |
|                            |                                           |                            |                         |                         |
| Iscritti                   | Iscritti                                  | Iscritti                   | 72 772                  | 100,00                  |
| ↳ Votanti (% su iscritti)  | ↳ Votanti (% su iscritti)                 | ↳ Votanti (% su iscritti)  | 45 562                  | 62,61                   |
| ↳ Astenuti (% su iscritti) | ↳ Astenuti (% su iscritti)                | ↳ Astenuti (% su iscritti) | 27 210                  | 37,39                   |
|                            |                                           |                            |                         |                         |
|                            | Esito: collegio confermato a Conservatore |                            |                         |                         |

## Risultati dei referendum

### Referendum sulla permanenza del Regno Unito nell'Unione europea del 2016
|             | Collegio    | Lasciare UE % | Rimanere in UE % |
| ----------- | ----------- | ------------- | ---------------- |
|             | Beckenham   | 48,4%         | 51,6%            |
|             | Inghilterra | 53,3%         | 46,7%            |
| Regno Unito | 51,9%       | 48,1%         |                  |